# Mejîhirea, Monastîrîska
Mejîhirea (în ucraineană Межигір'я) este un sat în comuna Ustea-Zelene din raionul Monastîrîska, regiunea Ternopil, Ucraina.

## Demografie
Componența lingvistică a localității Mejîhirea
     Ucraineană (99,42%)
     Alte limbi (0,58%)
Conform recensământului din 2001, majoritatea populației localității Mejîhirea era vorbitoare de ucraineană (99,42%), existând în minoritate și vorbitori de alte limbi.